# معتمدية حامة الجريد
معتمدية حامة الجريد إحدى معتمديات الجمهورية التونسية، تابعة لولاية توزر، تعتبر حديثة الولادة حيث وقع احداثها بمقتضى الأمر الحكومي عدد 487 الصادر بالرائد الرسمي للبلاد التونسية يوم 15 افريل 2016.، حياة الدالي هي أول معتمدة على رأس المعتمدية الناشئة.

### مواضيع ذات علاقة
- ولاية توزر
- شط الجريد